# Rosa kapitalism

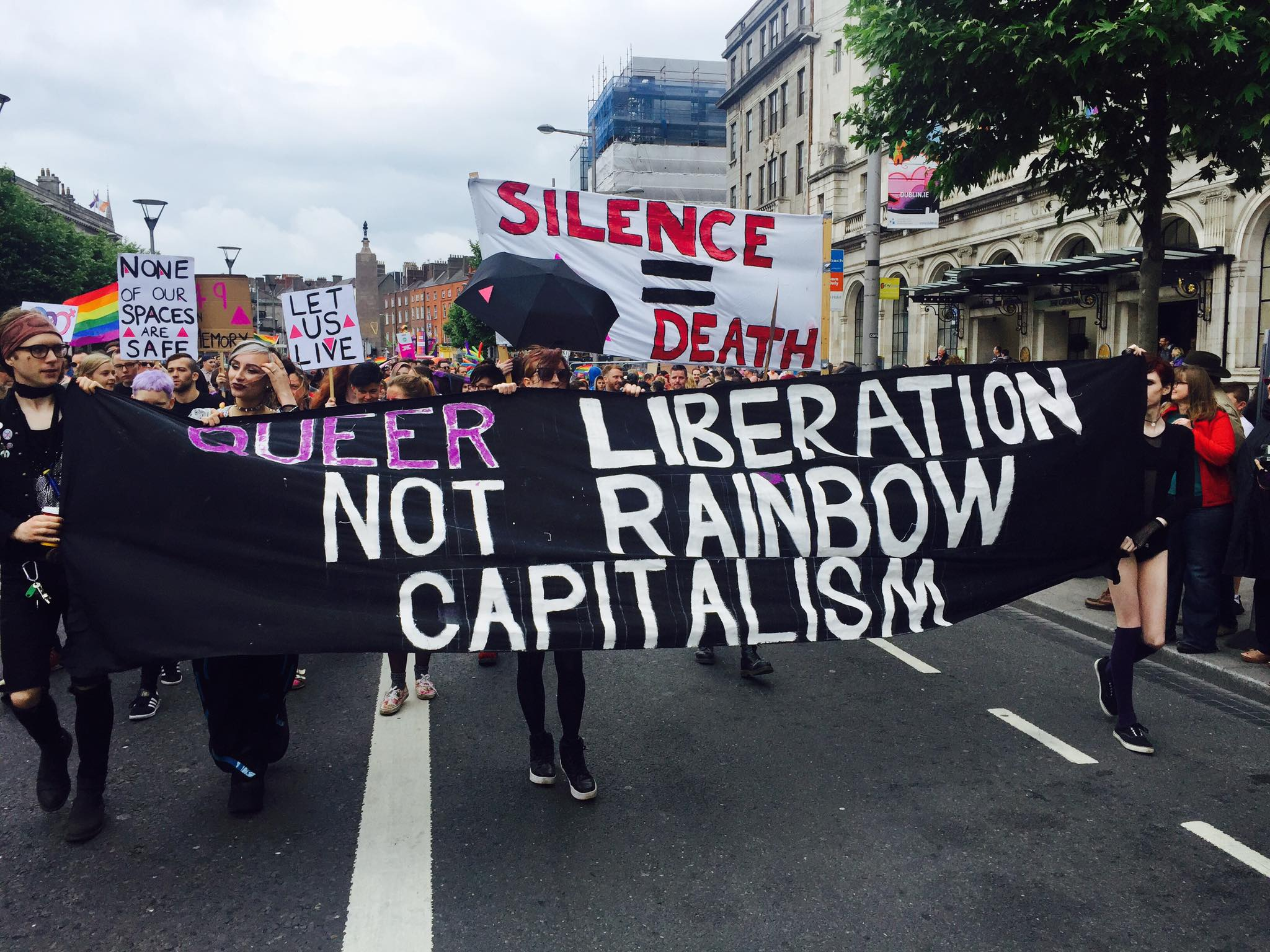

Rosa kapitalism eller regnbågskapitalism är en term som används för att ur ett kritiskt perspektiv beskriva införlivandet av HBTQ-rörelsen och den sexuella mångfalden i kapitalismen och marknadsekonomin. Speciellt avser detta införlivande främst homosexuella, cispersoner, västerländska, vita och övre medelklassgrupperingar och marknader.
Termen refererar i synnerhet till ett riktat inkluderande av den homosexella målgruppen, vilken antas ha förvärvat tillräcklig köpkraft (i denna kontext även kallad rosa pengar) för att ge underlag åt en marknad som är specifikt inriktad på den. Exempel på sådan riktad inkludering kan gälla barer, HBTQ-turism eller för gruppen specialiserad kulturkonsumtion
Termen används ofta i diskussioner om konflikten mellan en ökande möjlighet till homosocialisation och drivandet mot en assimilering av sexuell mångfald som orsakas av företagens definition av nya konsumtionsmönster. Den nya kroppsestetiken och modetrenderna som ställts in av reklamkanoner som använder rosa kapitalismen, till exempel, hävdas ibland att man trycker könsmångfald mot socialt accepterade sexuella normer.